# 沙头角街道
沙頭角街道位於中华人民共和国廣東省深圳市鹽田區，名称取自街道内重要村落——沙头角村，下轄六個社區（不含由盐田区中英街管理局实际管理的中英街社区）：
沙頭角社區、田心社區、東和社區、橋東社區、凤凰社区、元墩头社区

## 外部連結
- 沙頭角街辦網址 （页面存档备份，存于）